# Sierra de Alcubierre
Sierra de Alcubierre är en bergskedja i Spanien. Den ligger i den nordöstra delen av landet, 300 km nordost om huvudstaden Madrid.